# Sléz malokvětý
Sléz malokvětý (Malva parviflora) je jednoletá nebo víceletá bylina, která pochází ze severní Afriky, jižní Evropy a západní a střední Asie. Je však široce rozšířena i v jiných částech světa.

## Popis
Sléz malokvětý je poléhavý nebo vzpřímený, dorůstá do 50–80 cm výšky. Listy mají 5 až 7 mělkých laloků a bývají široké 8 až 10 cm. Má drobné bílé nebo růžové květy; okvětní lístky měří 4 až 10 mm.
Výtažky z listů tohoto druhu slézu mají protizánětlivé a antioxidační účinky. V půdách bohatých na dusík mohou být listy a semena toxické pro dobytek a drůbež kvůli akumulaci dusičnanů.

## Rozšíření
Sléz malokvětý obvykle roste na zemědělské půdě nebo při okrajích cest. Jeho původní areál sahá od Středomoří, přes západní Asii až po střední Asii a severní Afriku. Tento druh je však široce rozšířen i v jiných částech světa, včetně Severní Ameriky.

## Použití
Sléz malokvětý se někdy používá v lékařství v nálevech, jako projímadlo nebo antitusikum. V Mexiku se využívá v tradiční medicíně např. k léčbě ran nebo žaludečních a střevních problémů.
Celá rostlina je jedlá a lze ji jíst syrovou i tepelně upravenou. Má chuť podobnou mangoldu.

## Galerie

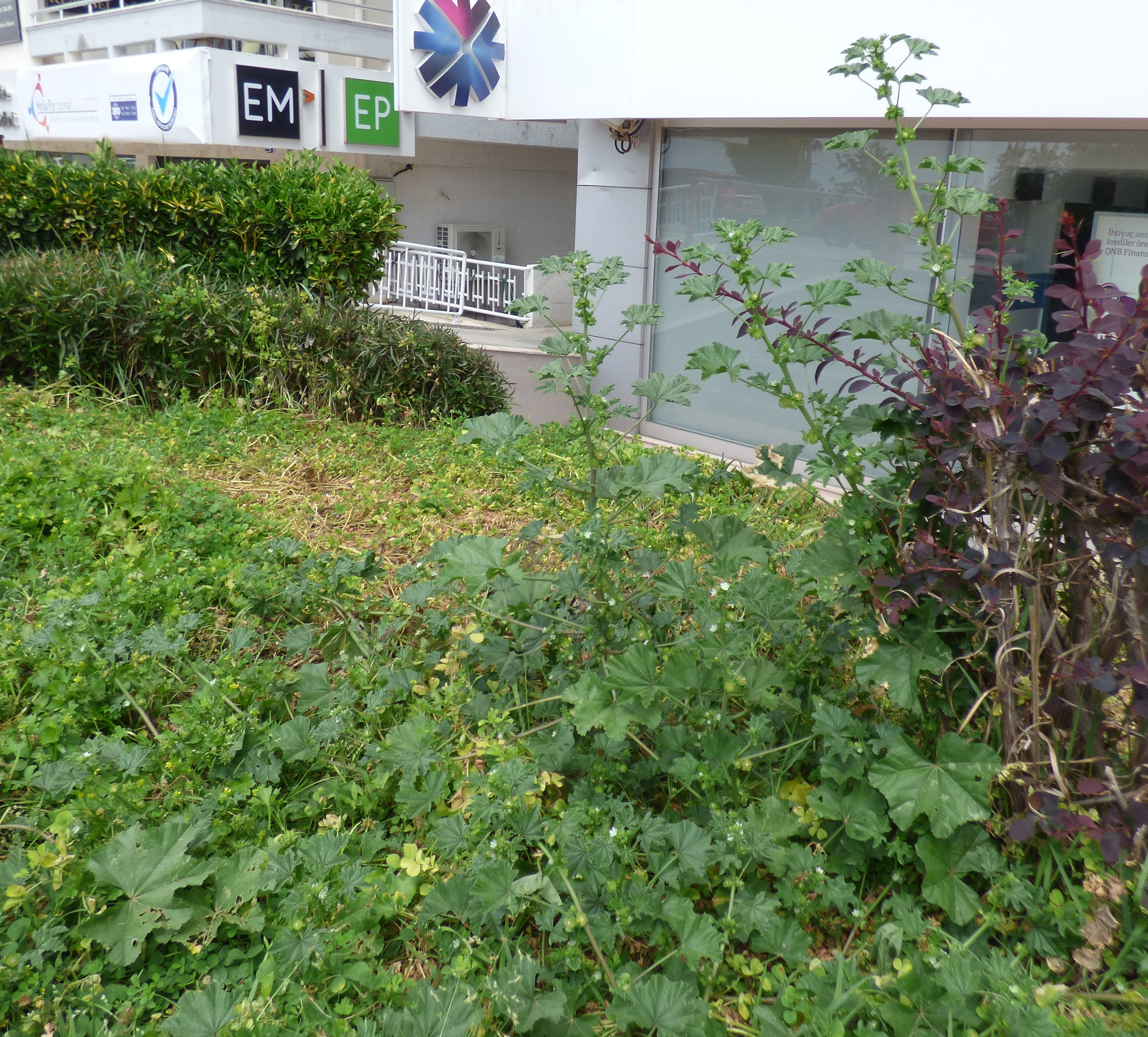
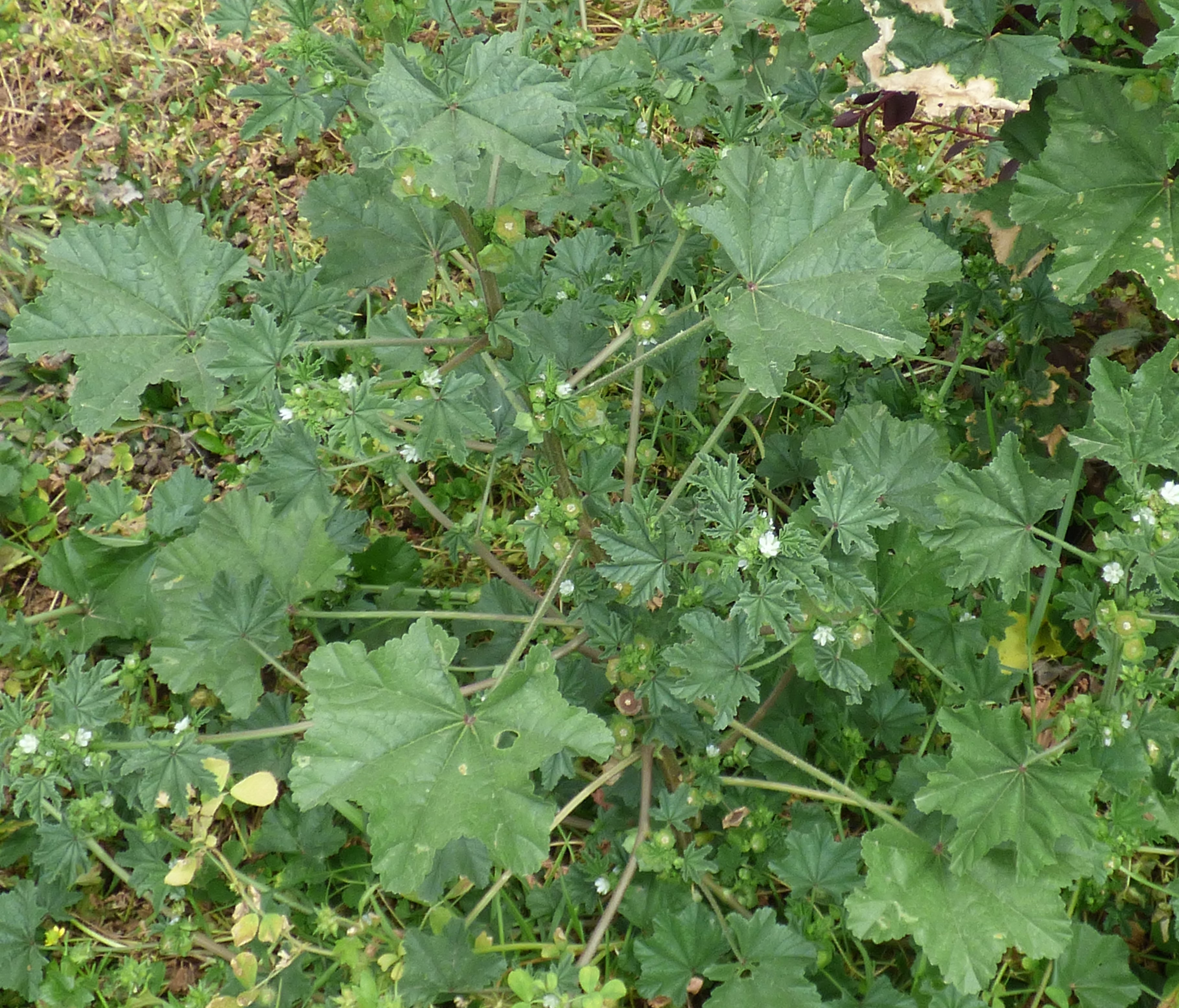
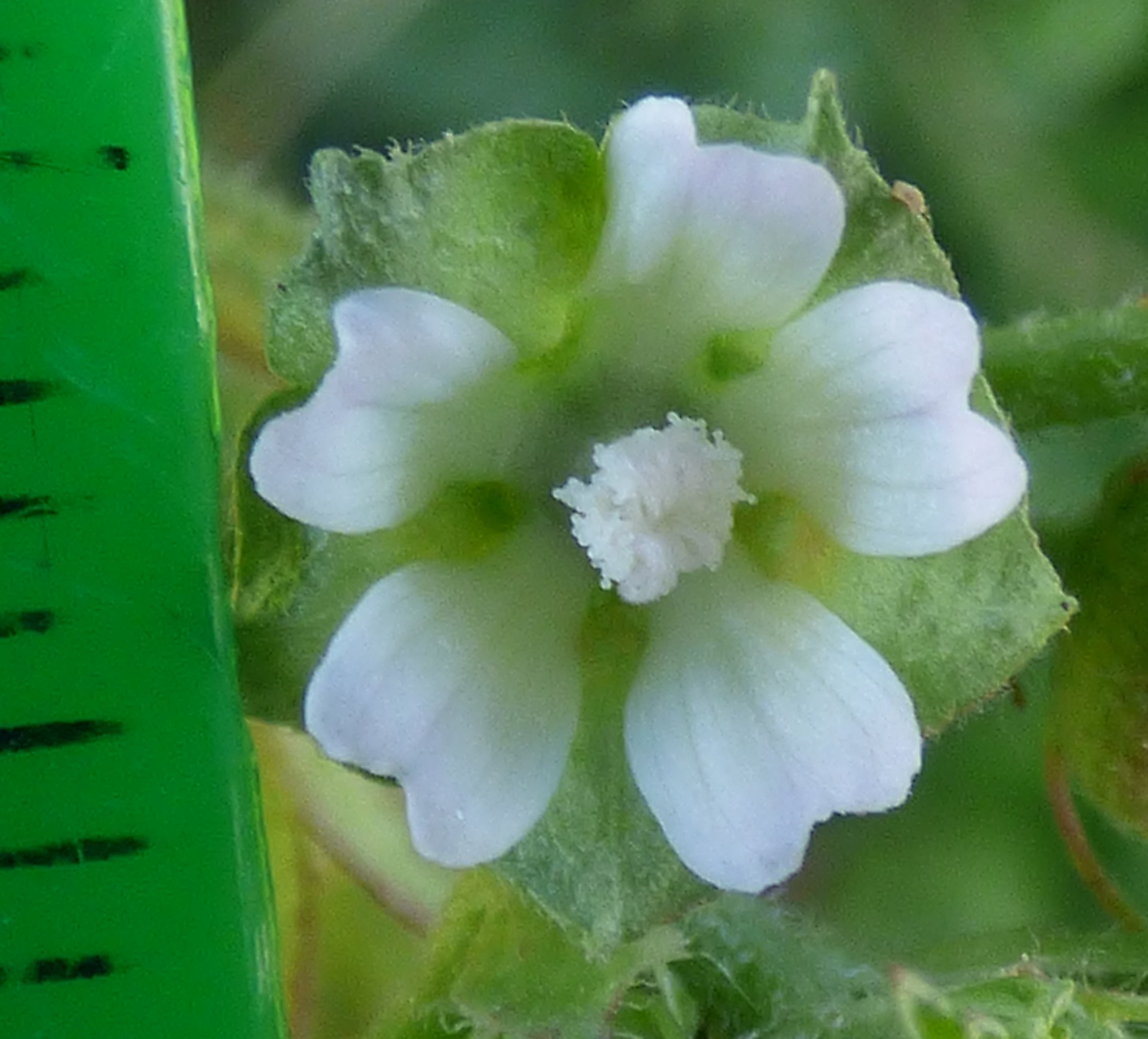
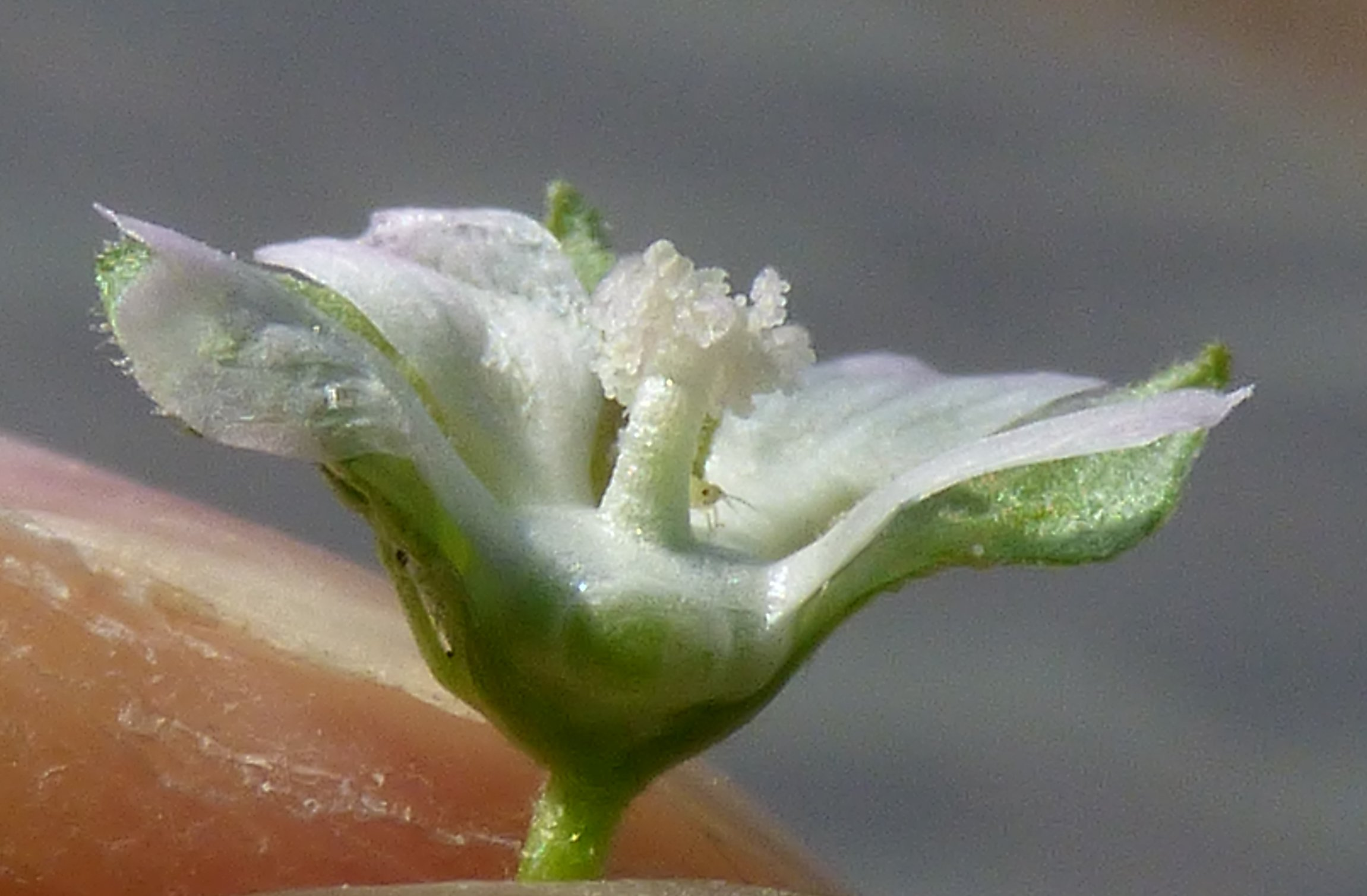
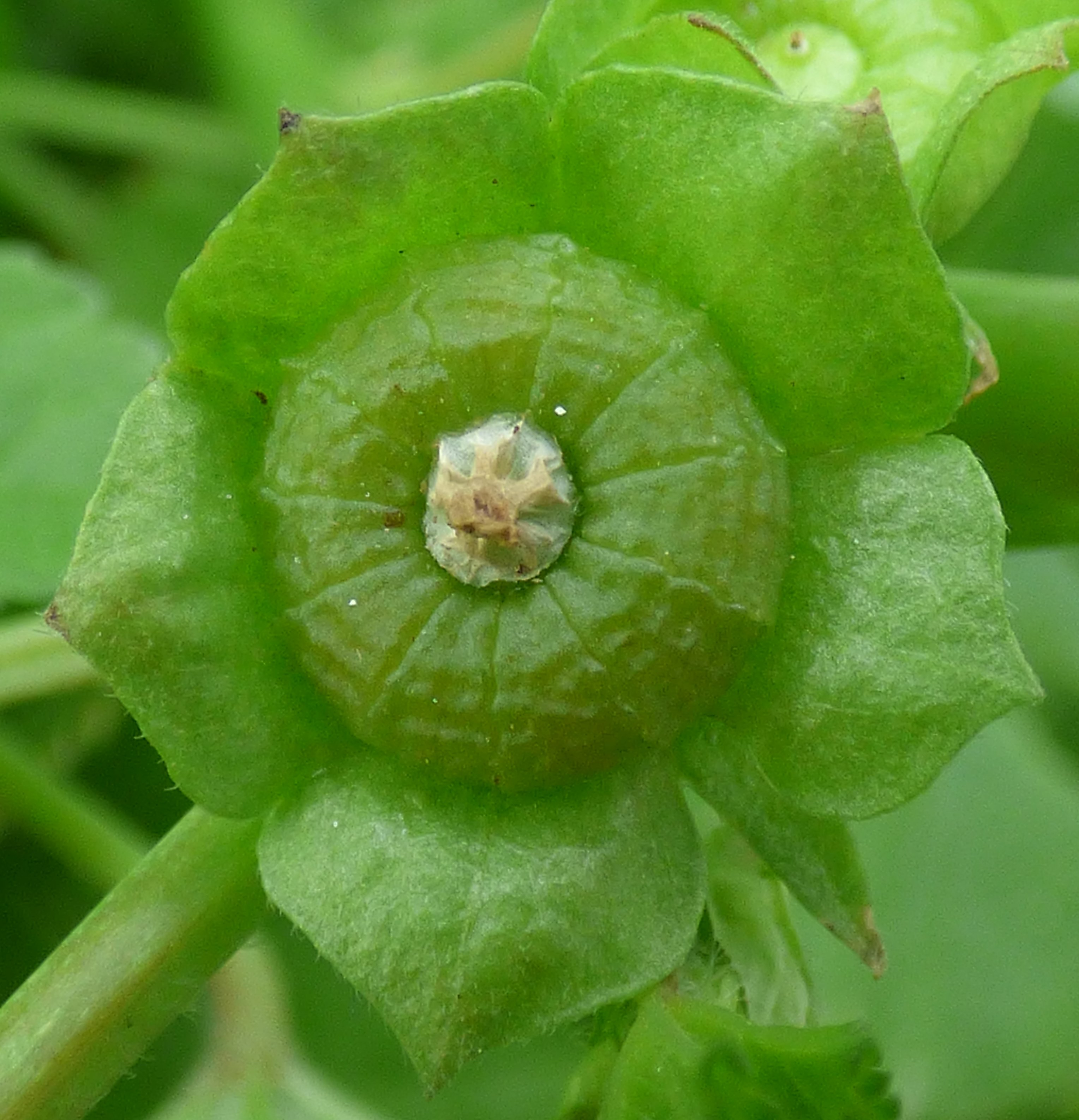
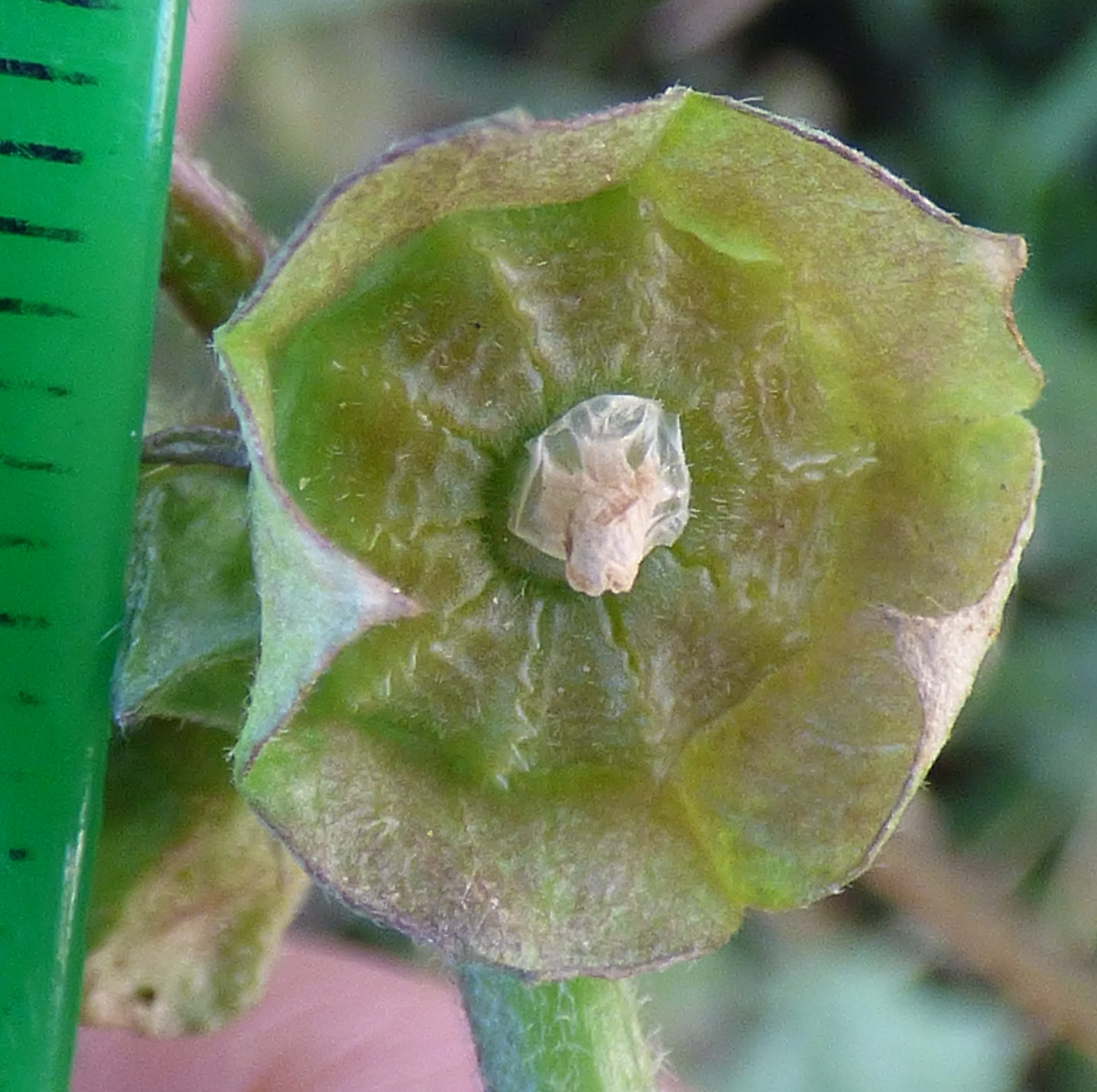
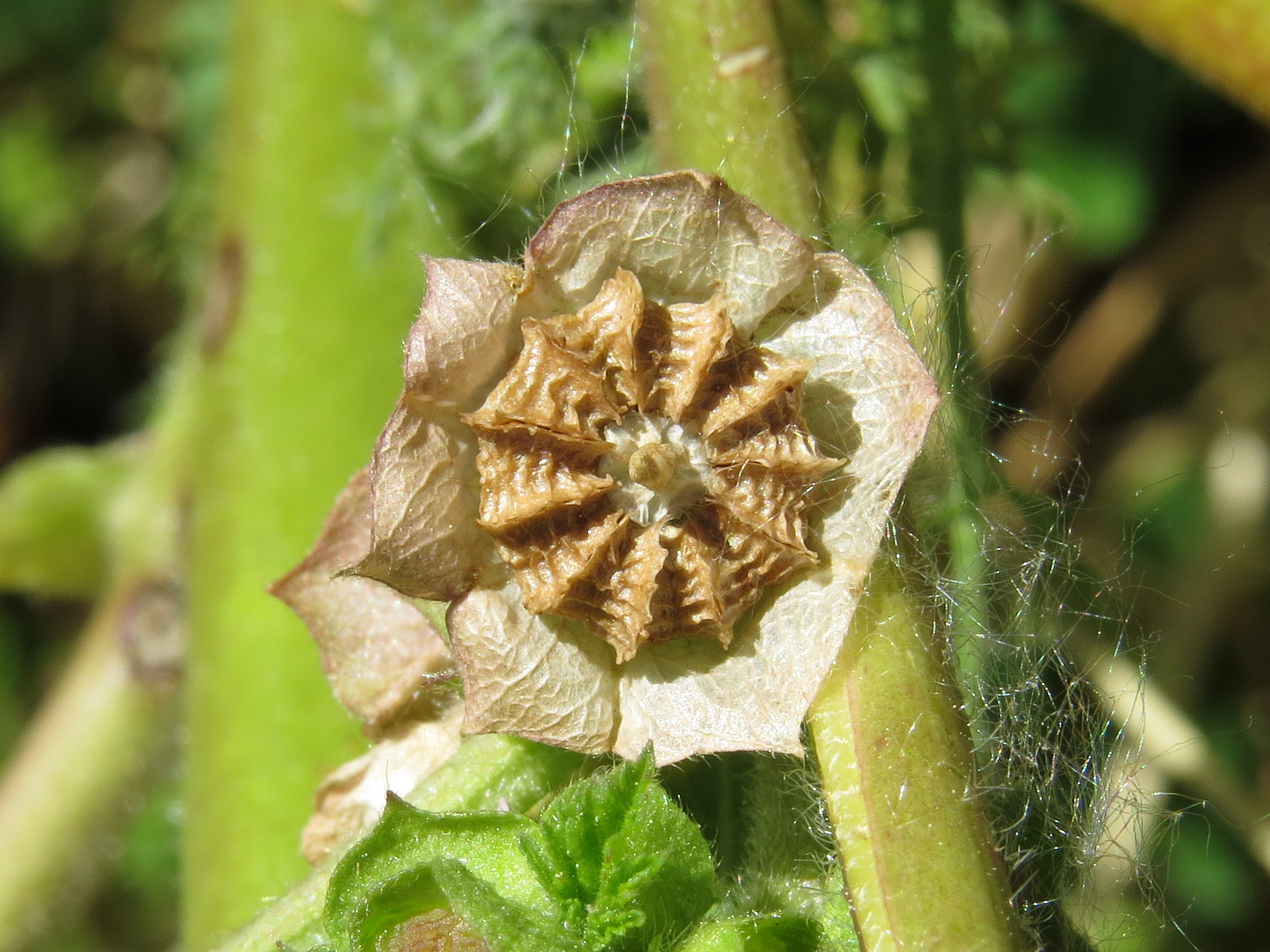
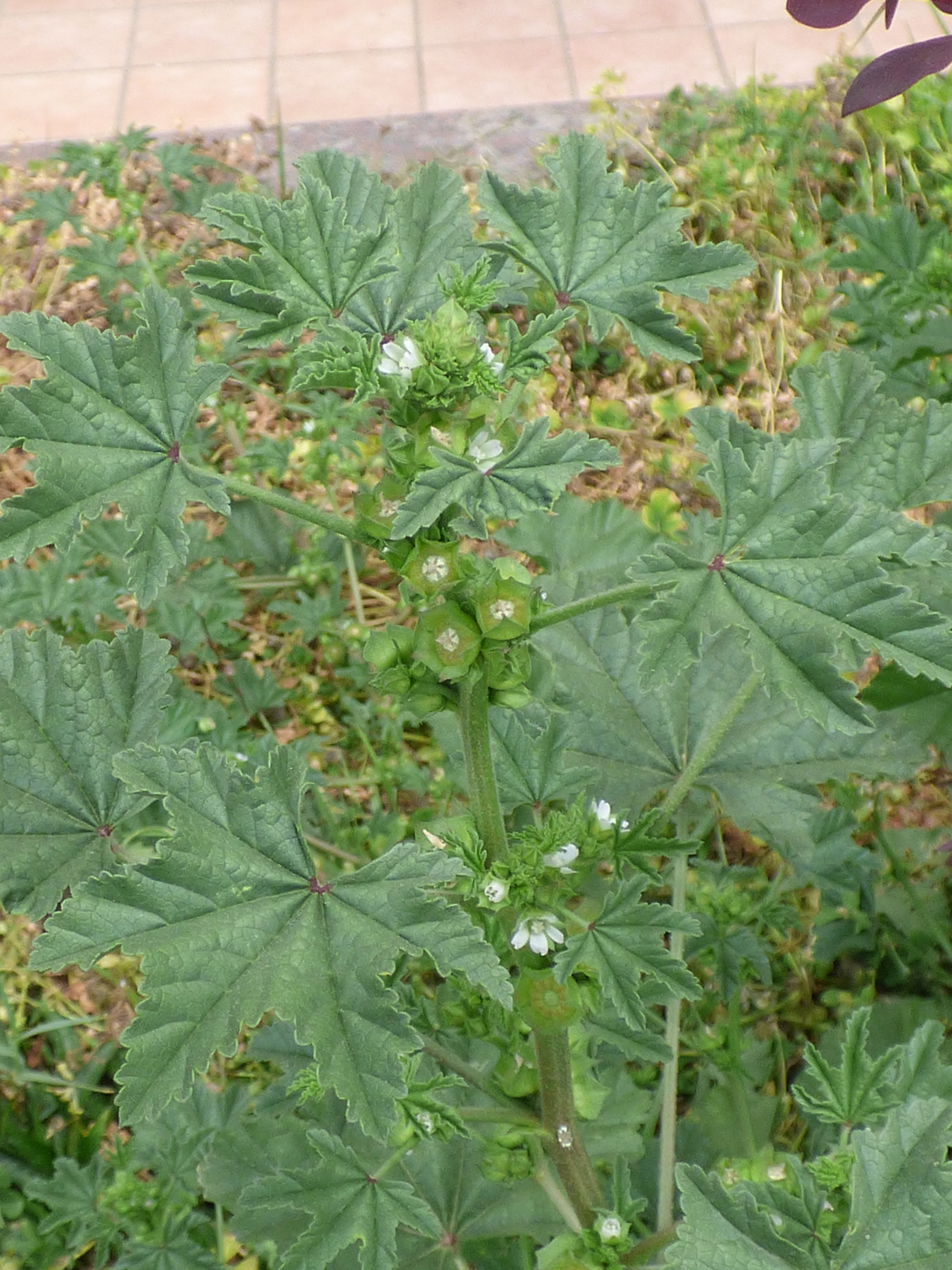
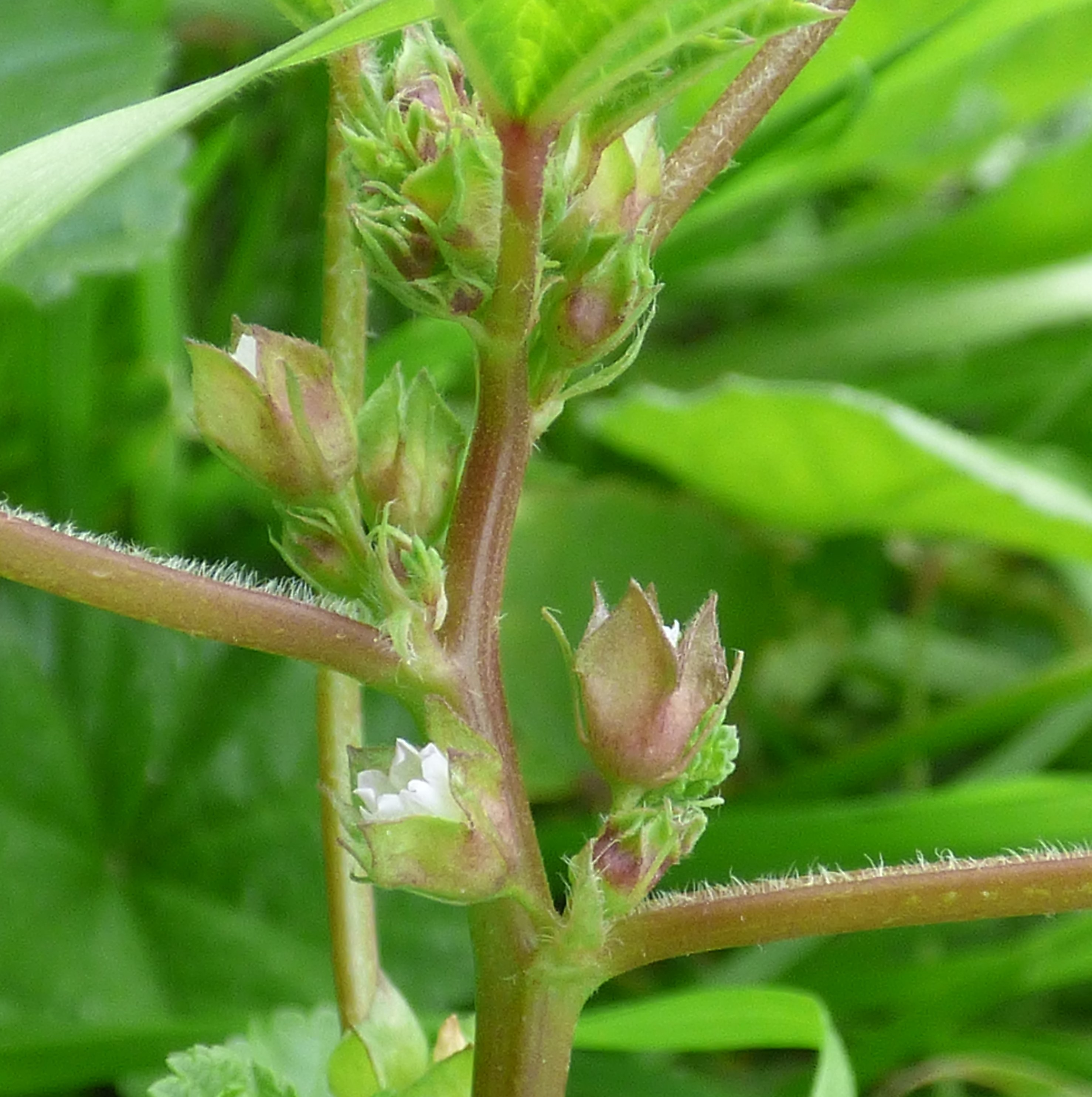
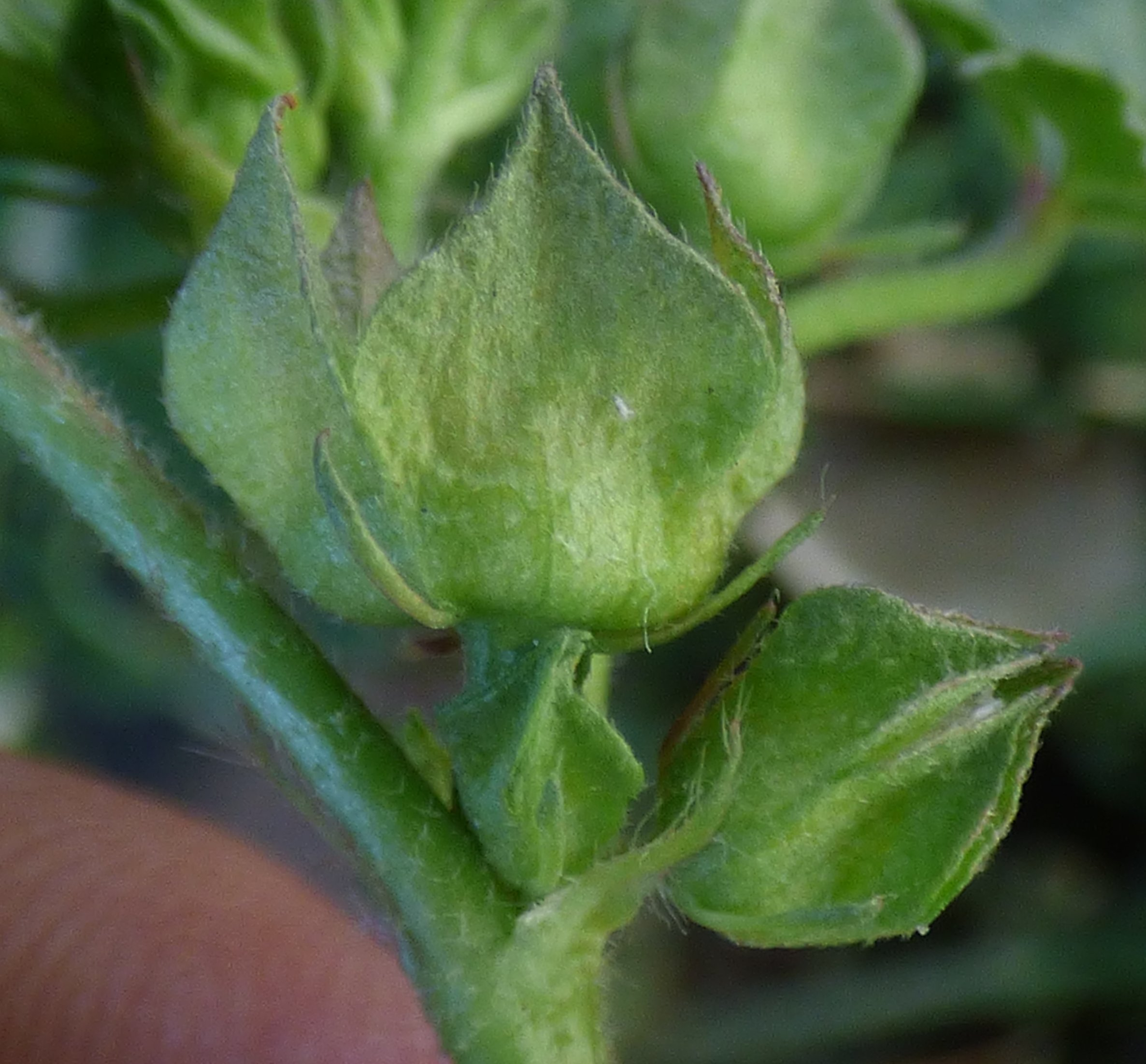
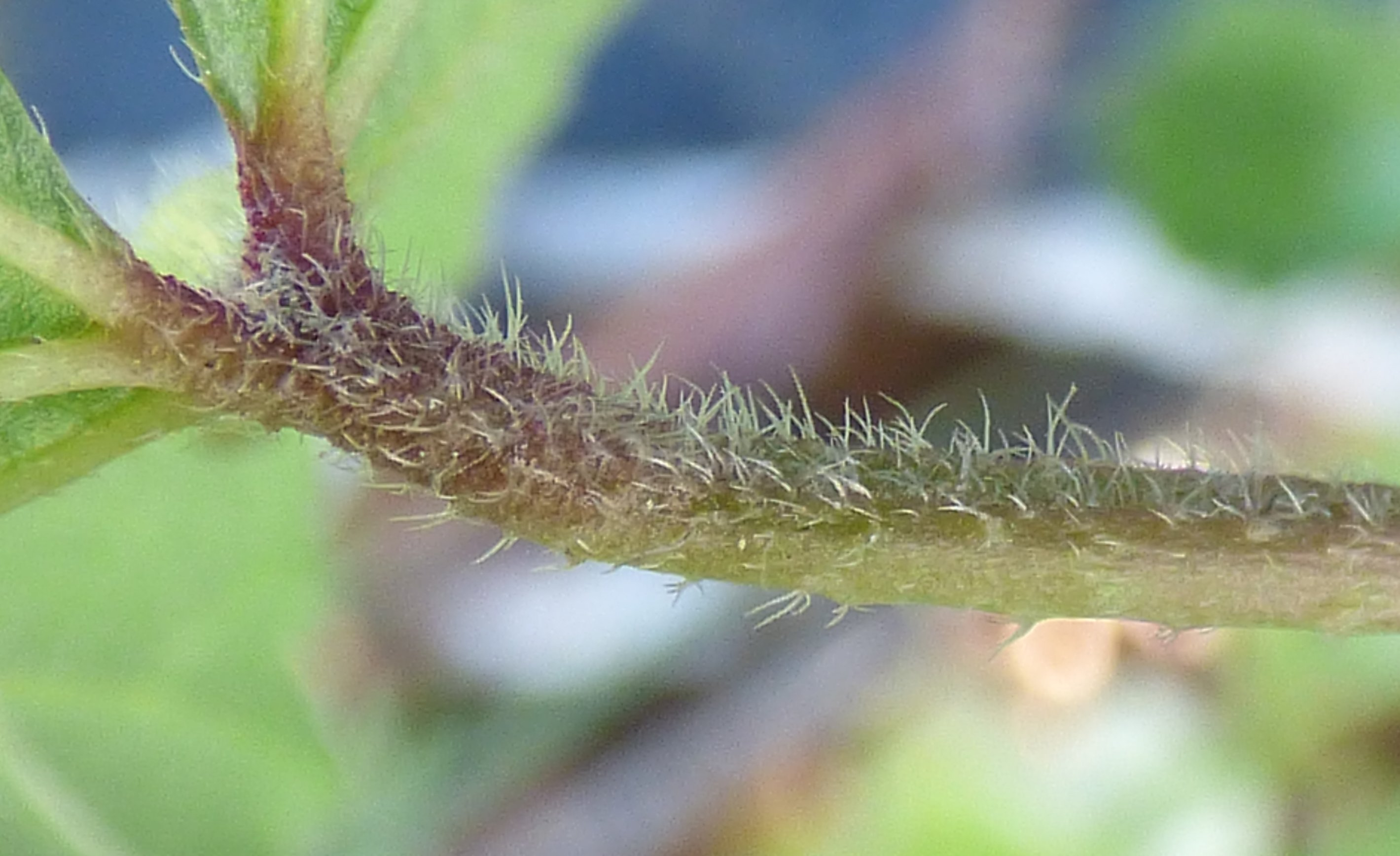
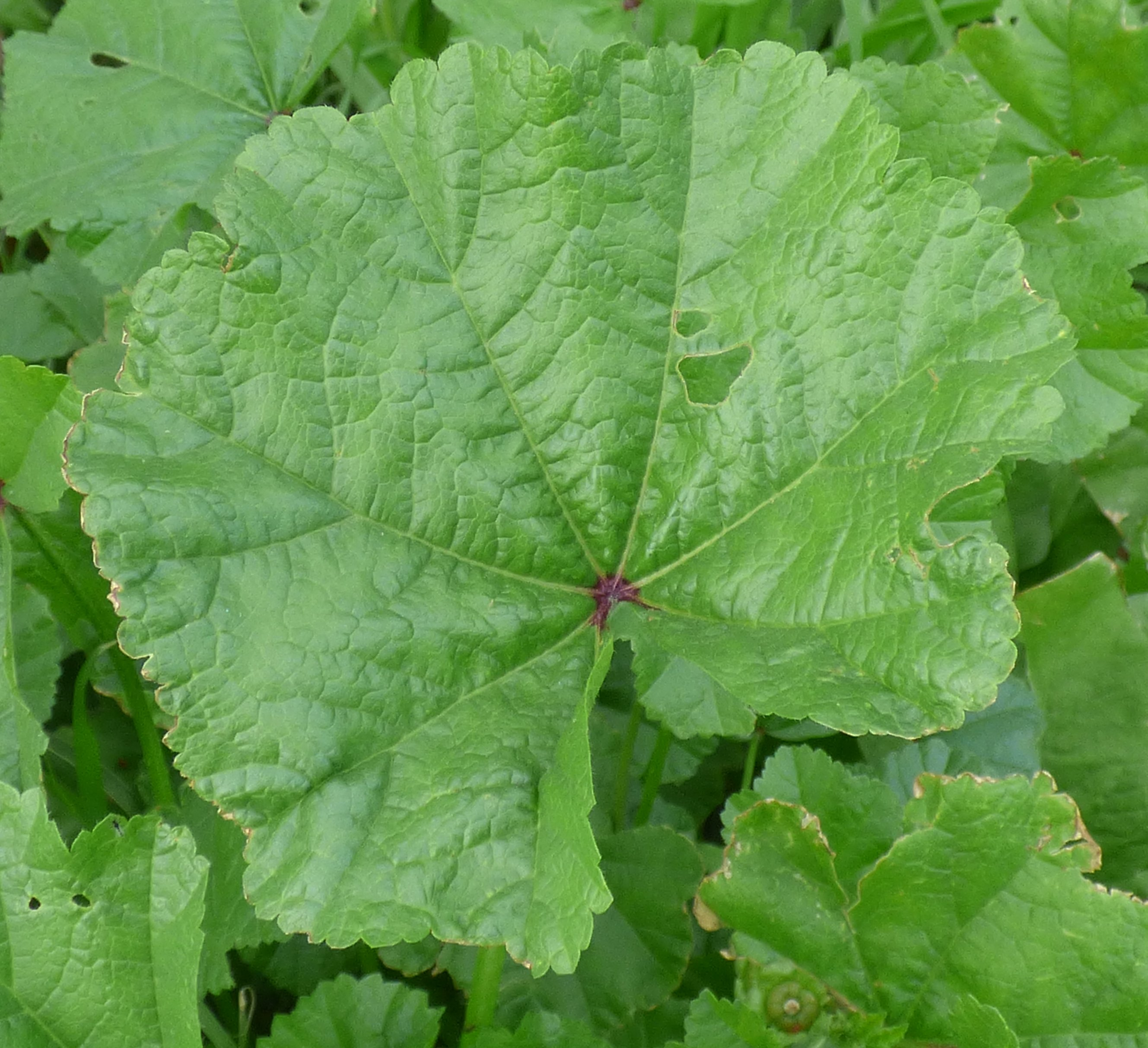
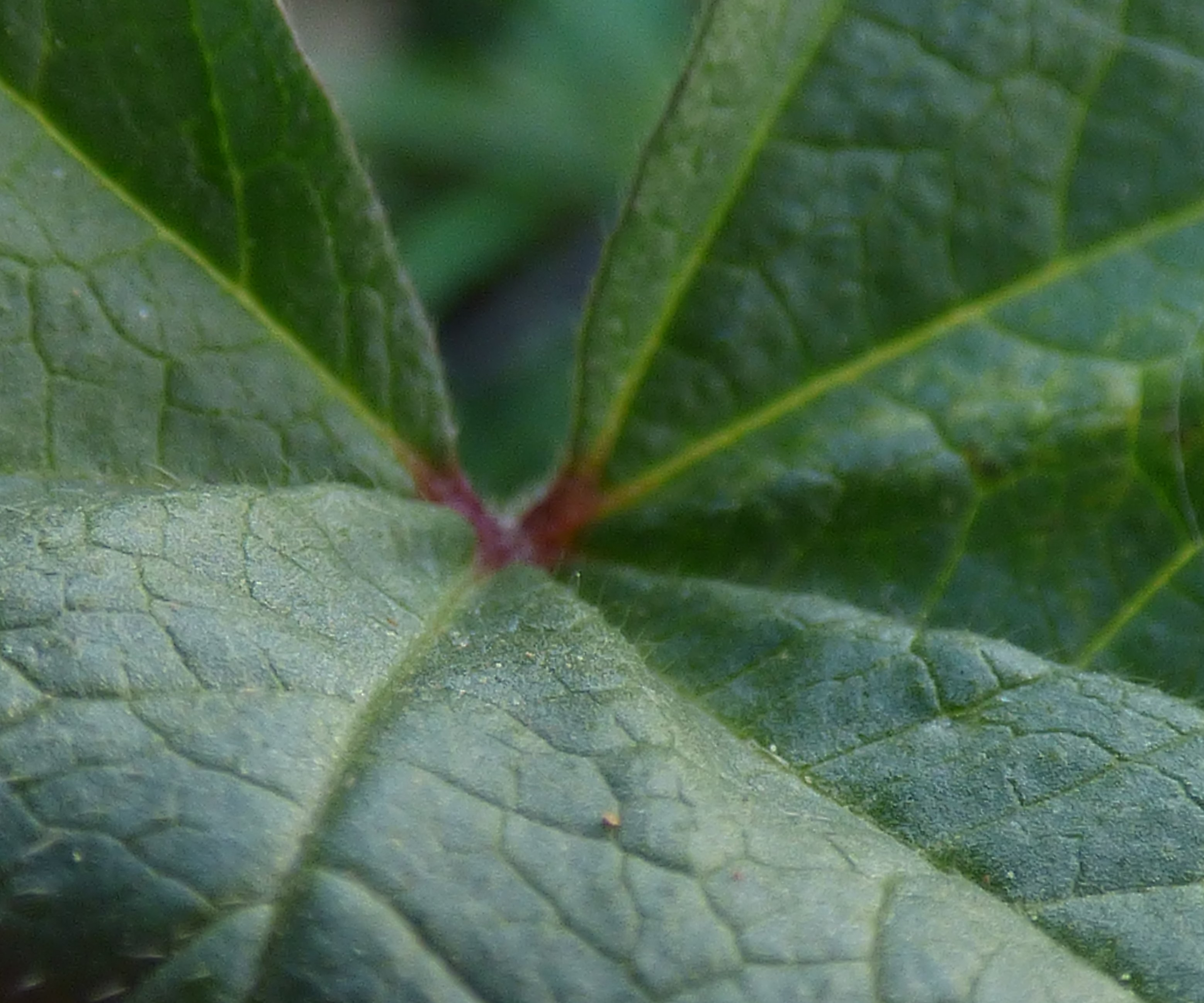
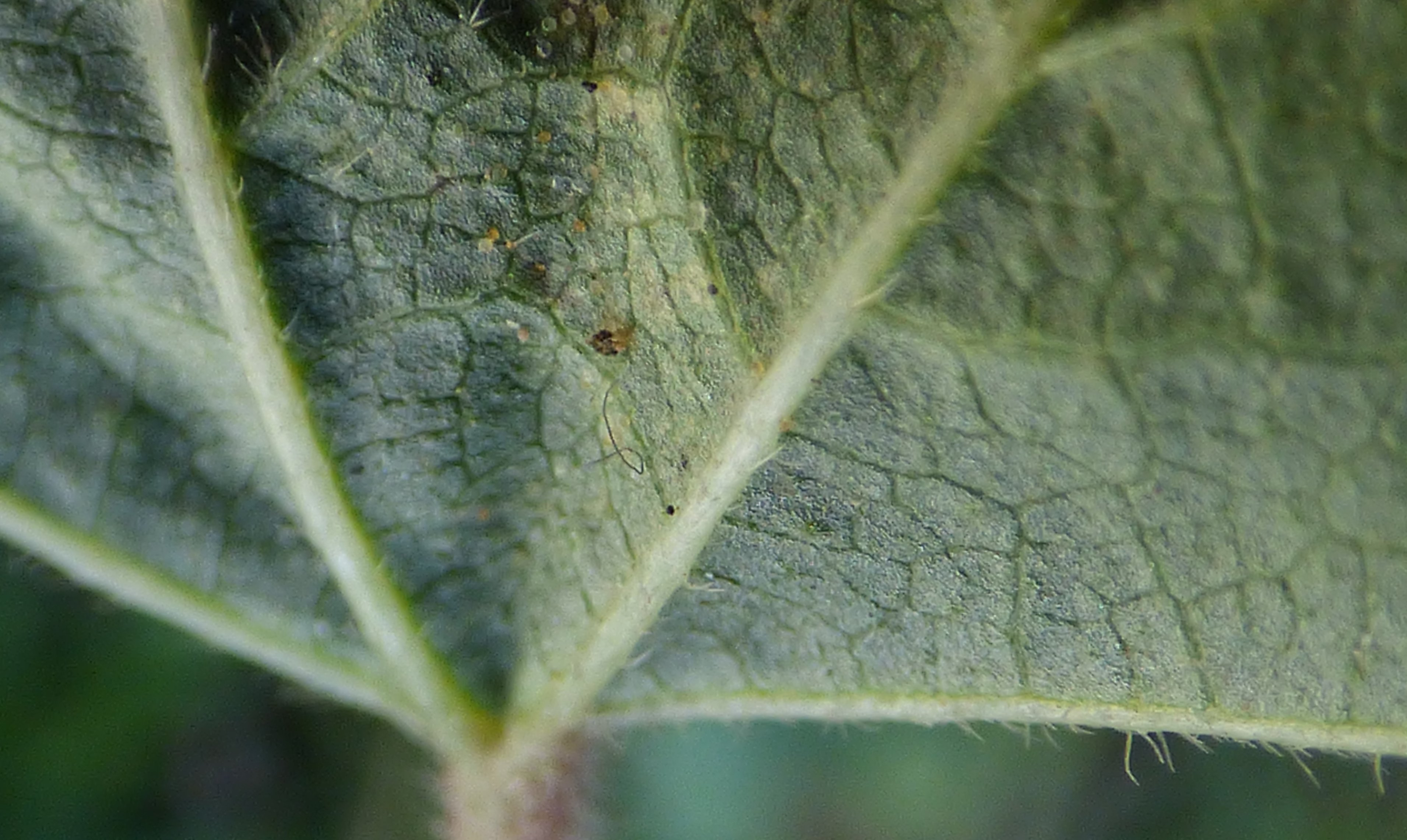